# Warren Reynolds
Pour les articles homonymes, voir Reynolds.
Warren Reynolds, né le 26 mai 1936, à Toronto, en Ontario, est un joueur canadien de basket-ball.